# Rheingletscher

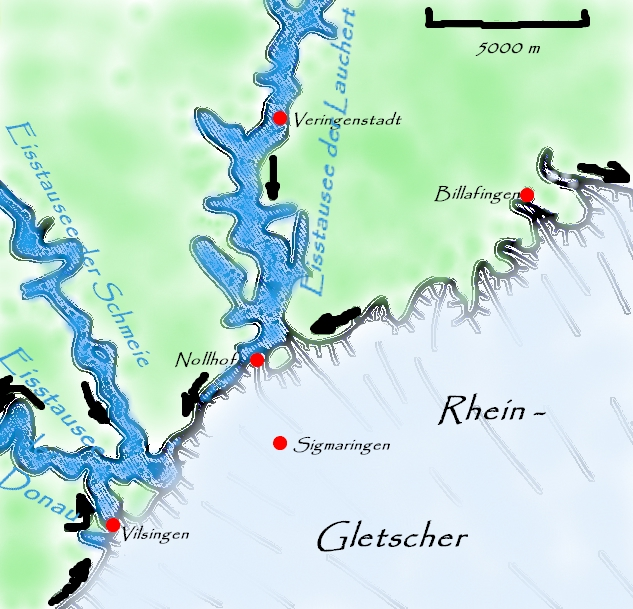
Ausläufer des Rheingletschers während der Riß-Kaltzeit mit abgesperrtem Flusssystem der Urdonau

Der Rheingletscher, auch Rhein-Linth-Gletscher, war ein Gletscher der Appenzeller Alpen, der die Topographie des östlichen Schweizer Mittellands sowie von Oberschwaben (Deutschland) bis weit nördlich des Bodensees stark beeinflusst hat. Der Bodensee und der Zürichsee sind Gletscherrandseen des Rhein- bzw. des Linthgletschers.

## Ausdehnung
Der Ursprung des Rheingletschers liegt vor etwa 29.000 Jahren im Raum Chur. Vor ca. 24.000 Jahren war der Maximalstand mit einer Reichweite bis Schaffhausen erreicht. Die größte Ausdehnung hatte der Gletscher mit einer Eisfläche von etwa 16.400 km² und ca. 11 % der alpinen Eiskappe während der Riß-Kaltzeit. In dieser umfasste der Gletscher ein Einzugsgebiet vom Arlberg bis zum Gotthard, umschloss die inneralpinen Täler zwischen Rheinwaldhorn und Chur, das vom Bodensee bis Chur reichende Tal des Alpenrheins und das Vorlandbecken rund um den Bodensee. Der Gletscher drang bis zur voreiszeitlichen Donau (Linie westlich Schaffhausen/Stein am Rhein – südlich Tuttlingen – nördlich Sigmaringen – Biberach – östlich Leutkirch). Er sperrte das Flussbett der Urdonau ab. Dabei entstanden große Eisstauseen. Die Eisoberfläche lag im Würm-Maximum bei Chur in rund 2.000 m. Über dem Bodensee betrug die Eishöhe noch immer 900 m (Konstanz) bis 1.100 m (Bregenz). Der größte jährliche Gesamtdurchfluss an Eismasse wurde für oberhalb von Sargans mit ca. 7,3 km3 geschätzt, die laminare Fließgeschwindigkeit lag dort bei errechneten 45 bis 100 m pro Jahr. Unter den Eismassen des Gletschers lagen unter anderem die heutigen Städte Chur, Glarus, Sargans, St. Gallen, Vaduz, Feldkirch (jeweils Rheingletscher), Zürich (Linthgletscher), Schruns (Illgletscher), Winterthur, Ravensburg  und die Städte am Bodensee (jeweils Bodensee-Vorlandgletscher).

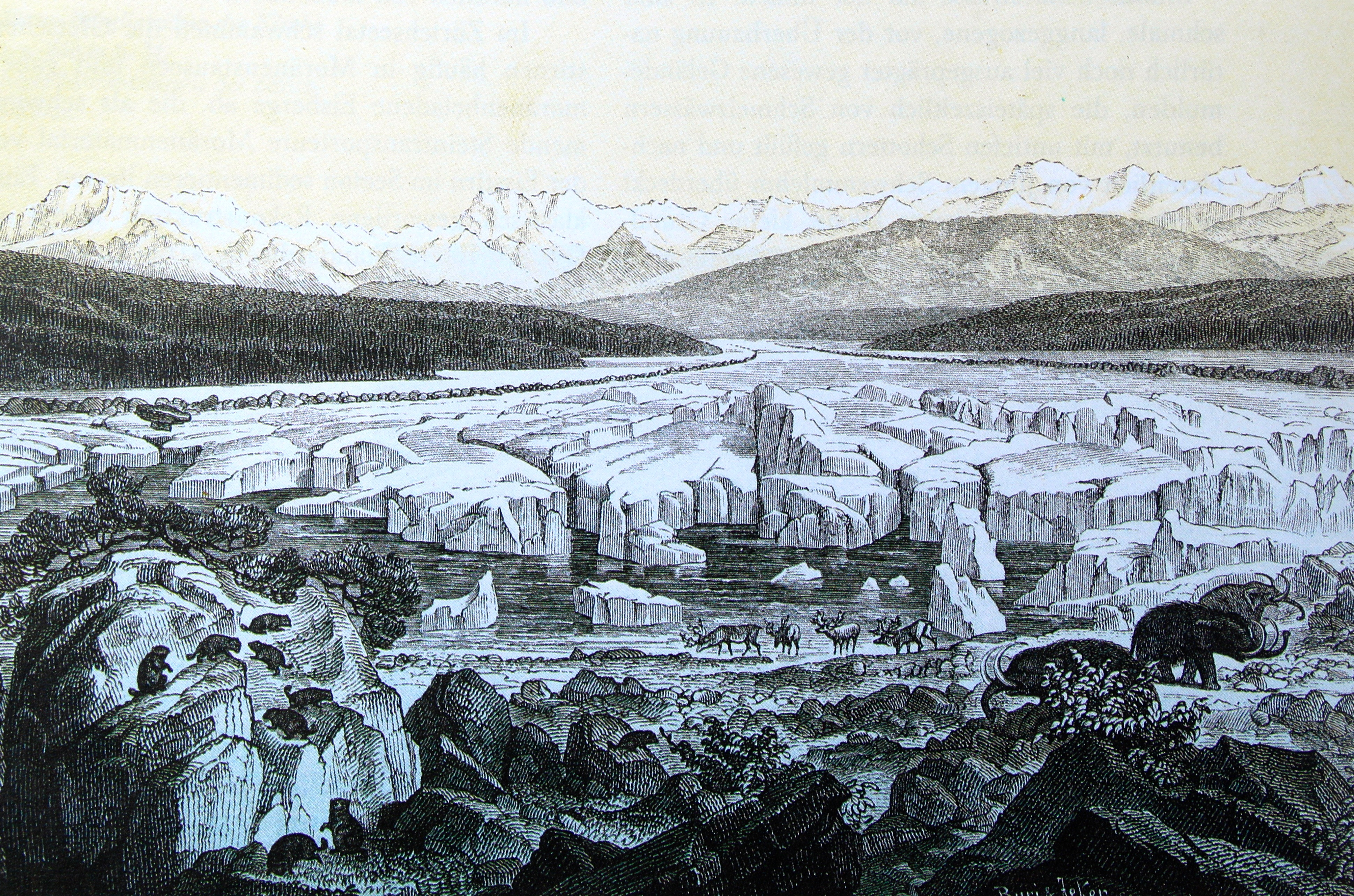
Der Linthgletscher im Zürichseebecken

Man nennt das System auch Rhein-Linth-System, weil ein Arm des Rheingletschers über die Talgabelung von Sargans per Transfluenz mit dem heutigen Linth-Einzugsgebiet in einer Diffluenz zusammenhing. Der Linthgletscher füllte die nordwestwärts gerichteten Becken des Glatt- und des Limmattals. Neben dem Bündner Rheingebiet wurde der Ostteil des Systems auch aus den Vorarlberger Tälern der Ill und der Bregenzer Ach mit Eis versorgt.
Die letzte große Ausdehnung erfuhr der Gletscher in der Würm-Kaltzeit, dabei erstreckte er sich über die gesamte heutige Ostschweiz und den Bodensee hinweg. Die Hauptstromrichtung verlagerte sich dabei zunehmend nach Westen in Richtung des Hochrheins. Bei Schaffhausen lag der Maximalstand nur unwesentlich geringer als zur Riß-Kaltzeit. Im Bodenseegebiet kam es zu großer Übertiefung auf Grund der Eismächtigkeit von bis zu 1.200 m und in Folge subglazialer, an der Sohle des Gletschers unter hohem Druck abfließender Schmelzwässer. Berge, die über das Eis hinausragten, wurden umflossen. Die Schesaplana (2.965 m ü. NHN), der Säntis (2.501 m ü. NHN), der Hochgrat im Allgäu (1.834 m ü. NHN) sowie das Hörnli im Kanton Zürich (1.133 m ü. NHN) waren zu dieser Zeit Nunatakker.
Die Frage einer Verbindung des Feldberg-Gletschers mit der entlang des Hochrheins nach Westen strömenden Alpenvergletscherung während der Riß-Kaltzeit ist nach heutigem Forschungsstand noch nicht endgültig geklärt. Für das Würmhochglazial wird die Region Olten – Aarau – Baden – Basel als stets eisfrei angegeben.

## Würm-Abschmelzetappen
Nach dem Höchststand der Würm-Vereisung vor etwa 20.000 Jahren mit einer Schneegrenze von 1.000 m erfolgte der Rückzug des Rheingletschers in insgesamt acht nachgewiesenen Etappen, darunter als wichtigste das Schaffhausen-Stadium (Maximalstand), Singen-Stadium und Konstanz-Stadium. Der Zürichsee, der anfangs noch mit dem Walensee verbunden war, entstand in der Konstanzphase mit einer Endrandlage bei Hurden. Diese Etappen waren bereits vor 15.000 Jahren abgeschlossen. Weitere Stände können im Bereich des Bodensees gelegen haben. Am Ende der Abschmelzetappen entstand der Rheinfall.

## Heutige Zeugen des Gletschers

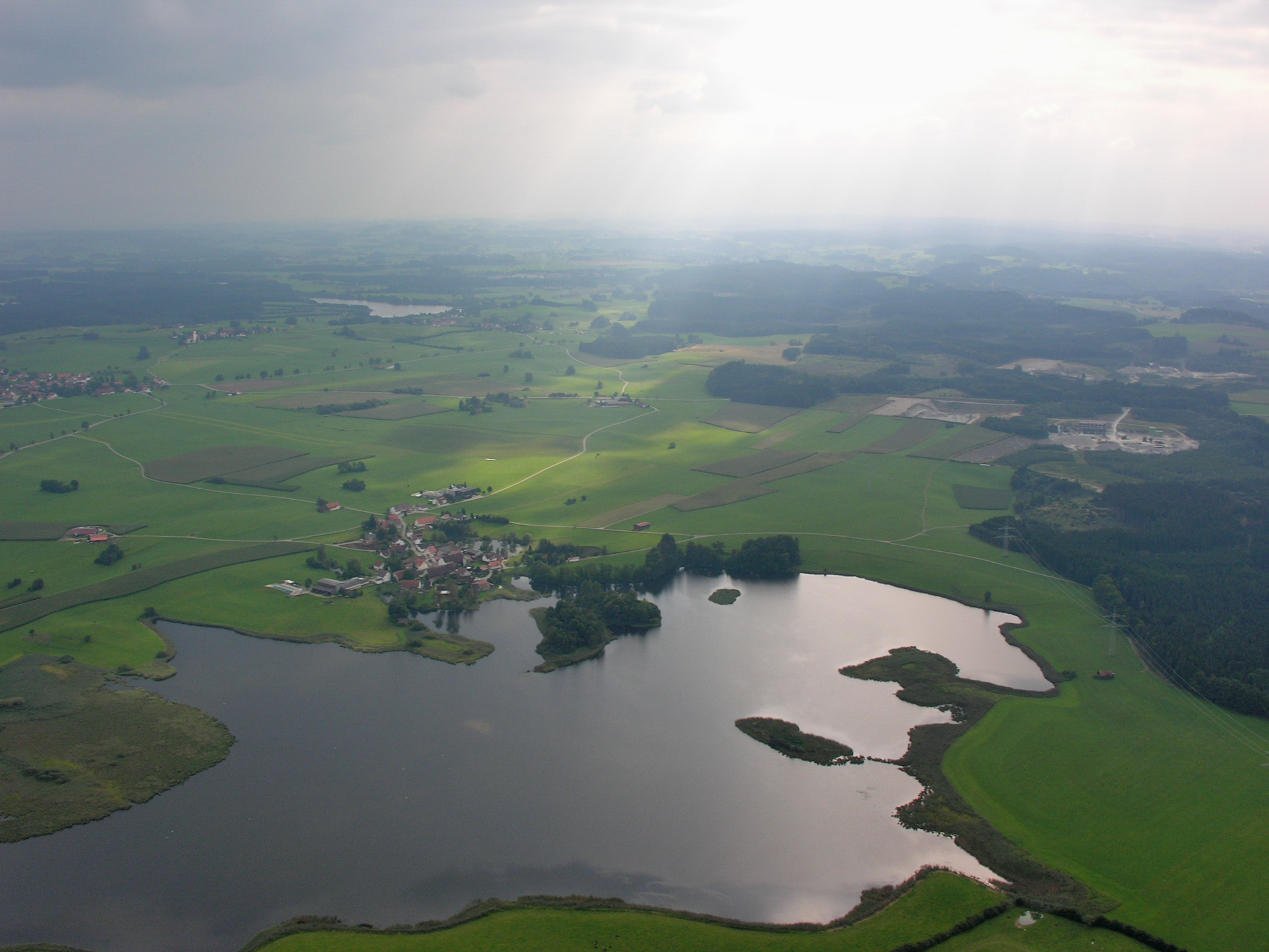
Rohrsee bei Bad Wurzach

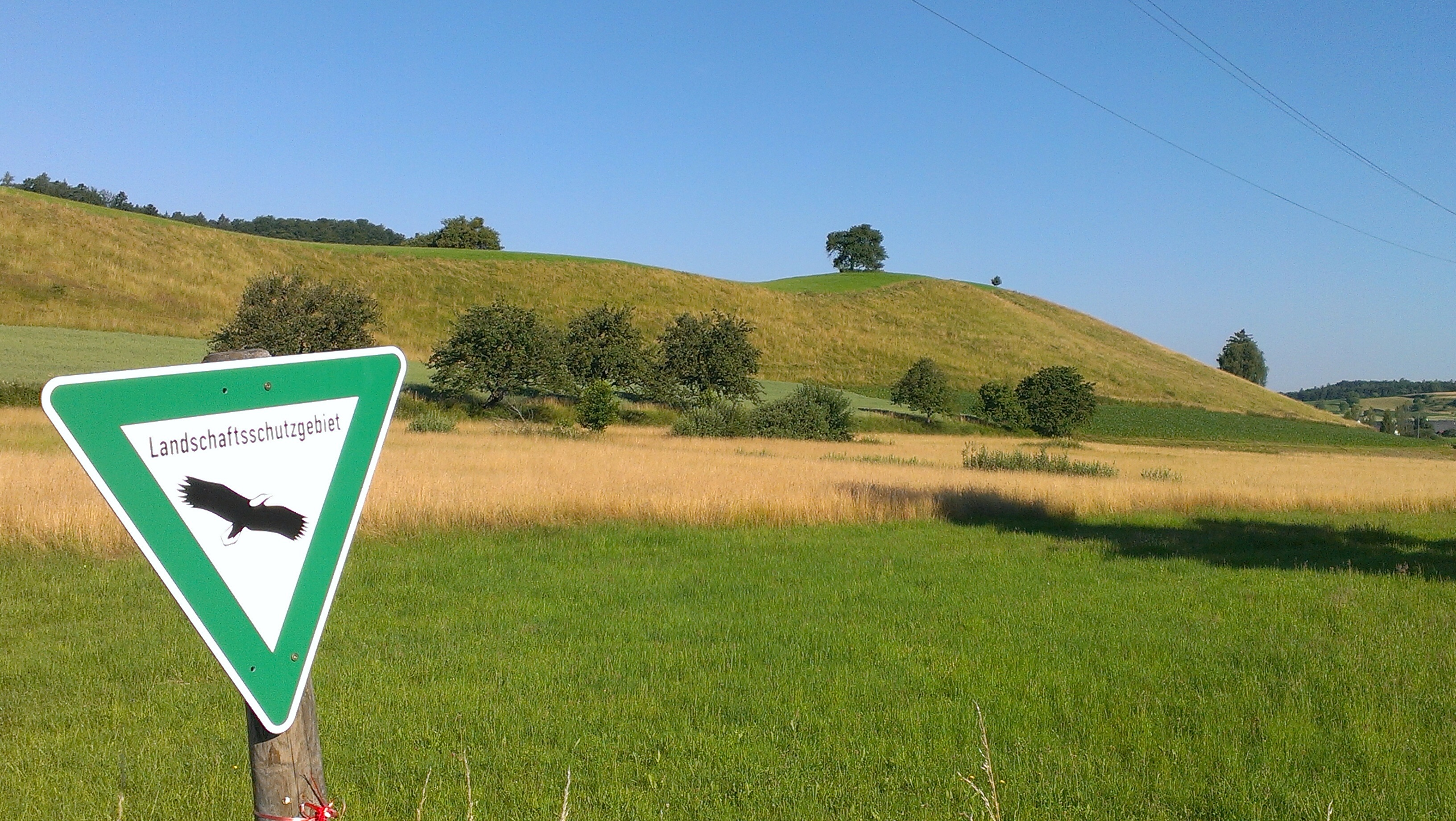
Landschaftsschutzgebiet Drumlin Biblis. Relikt des Rheingletschers bei Überlingen

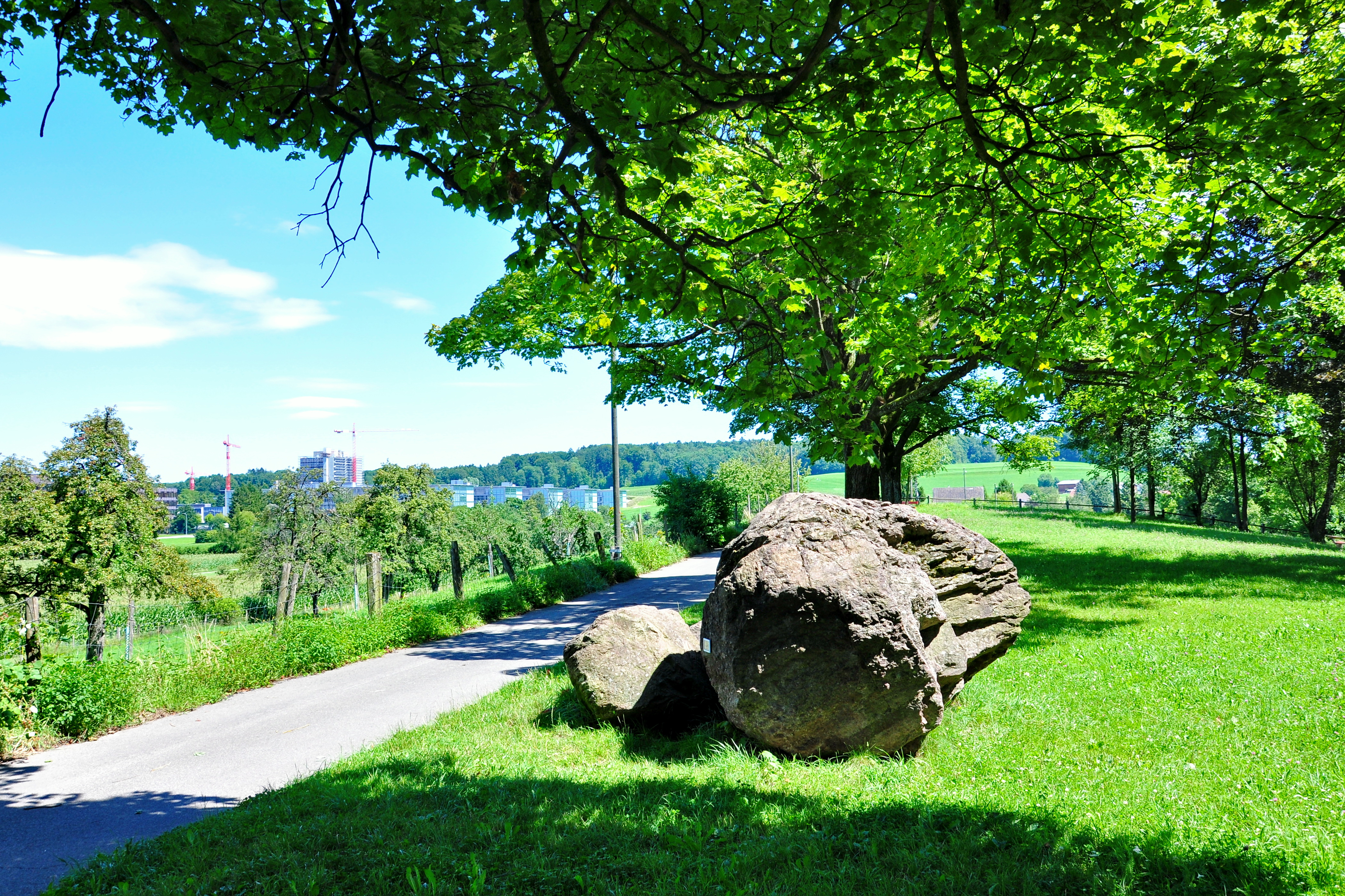
Hönggerberg (Zürich) - Findlingsfeld des Linthgletschers

Neben dem Bodensee (Rheingletscher), dem Zürichsee (Linthgletscher) und dem oberschwäbischen Reichtum an Seen, Weihern, Feuchtgebieten und Mooren (Federsee, Rohrsee, Wurzacher Ried) existieren weitere zahlreiche Belege für das Vorhandensein des Rheingletschers. Eine bekannte Grundmoräne aus der Riß-Kaltzeit findet man bei der großen Kiesgrube Scholterhaus bei Biberach, entdeckt und beschrieben von Albrecht Penck. Eine Riß-Endmoräne zeigt sich auf der Schwäbischen Alb westlich von Riedlingen. Während des sogenannten Stadiums von Zürich des Linthgletschers (vor etwa 20.000 Jahren) entstand der Moränenwall, der den Zürichsee im Norden abschließt. Randmoränenwälle des Linthgletschers existieren bei Schindellegi bis ins Stadtgebiet von Zürich.
Die westlichen Ausläufer des Rheingletschers waren formgebend für die Hegaukegel mit ihren steilen Überprägungen auf der dem Eisfluss zugewandten Ostseite. Bei Rorschach gibt es Eisrandterrassen, ebene Flächen quer zur Hangneigung als Gletscherrelikte und ebenso Moränenwälle aus bis zu 100 Meter hohem Lockermaterial, das der Rheingletscher seitlich angehäuft hat.
Viele Drumlins finden sich im Zürcher Oberland und im Allgäu, ein erratischer Blockschwarm mit Gestein aus den Glarner Alpen im Jörentobel am Greifensee. Als Beispiele für Findlinge des Rheingletscher können angeführt werden der Findling im Koblenwald bei Rorschacherberg, der Graue Stein von Aach (Hegau) des würmeiszeitlichen Rheingletschers, der aus ca. 150 Kilometer Entfernung zum heutigen Fundort transportiert wurde und ein Gewicht von ca. 30 Tonnen aufweist. Ferner liegen zwei Findlinge in Frauenfeld, weitere bei Wangen im Allgäu (BAB 96).